# Das Ich
Das Ich е германски, електронно-симфоничен музикален проект, който прави осново готик и даркуейв музика, като всички текстове на групата са на немски език.

## История

### Предистория
През 1984 Бруно Крам започва активно да се занимава с музика, като използва сценичния псеводоним Decorated Style. През 1986 г. обявява създаването на формацията Fahrenheit 451. С този проект започва да се развива познатият сега звук на Das Ich. Създадената от Крам формация по-късно се превръща в проекта Alva Novalis, чието име се споменава само в единични издания на издадените компилации.
През 1986 г. Бруно Крам и Щефан Акерман се запознават в една дискотека в Байройт. През следващата година стартират съвместния проект Dying Moments, към който впоследствие се присъединяват Щефан Пикл и Петер Майер и заедно установяват звученето на групата си някъде между ню уейв вълната на 80-те и електро-пънка на 90-те. Текстовете са на немски, английски, френски и дори на латински език. Докато същестува групата, се издават две музикални аудио касети, като и двете са с изключително ограничен тираж.

### Основаване
Das ich е създадена официално през 1989 г. в немския град Байройт, в състав Бруно Крам (музика и беквокали) и Щефан Акерман (текстове и вокали). В началото на 90-те е една от най-представителните групи в сферата на NDT (Neue Deutsche Todenkunst – ново немско изкуство на смъртта). Отделни песни като „Lügen und Das Ich“, „Sodom und Gomorrha“ и „Gottes Tod“ са сред първите песни, като част от демозаписите са направени още през 1988 г.

### Общо описание на групата
След като Акерман и Крам решават конкретно на каква тематика искат да бъде първия им албум, Крам започва да се занимава с композирането на песните. Чак след това Акерман написва текстовете към мелодиите. Самият Акерман споделя, че за него музиката е най-важното вдъхновение за написването на текста към всяка една отделна песен на Das Ich. В текстовете на песните се разглеждат широк спектър от теми – от религията и установените морални ценности до обществени проблеми, засягащи личността. Името на групата е тясно свързано с фройдистките идеи за АЗ-а (Das Ich). Крам черпи изключително много от различни философски течения, като основното, което вдъхновява текстовете на групата, са идеите на Фридрих Ницше. Освен философски теми, текстовете на групата представят и личните чувства и усещания на текстописеца.

## Музика
Първият албум на групата, „Die Propheten“, е издаден в Германия през 1991 г., като е преиздаден в Щатите 6 години по-късно, успявайки да продаде повече от 30 хиляди копия. Das Ich са на турне в Щатите за първи път 1996 – 1997 г. Един от по-късните им албуми, „Edogram“, отбелязва съществена промяна в звученето на групата, от даркуейв към електроника. През 1999 г. те издават ремикс албума „Re-Laborat“, който включва ремикси, направени от известни електро-индъстриъл групи. На следващата година издават албум към стихосбирката на Готфрийд Бен „Morgue“, а Бруно Крам издава самостоятелния си проект „Coeur“.
През 2001 г. Das Ich издават албума „Antichrist“, който представя критичен поглед върху ставащото в световен мащаб. През 2002 г. е издаден албумът с най-доброто на групата, „Relikt“, а две години по-късно и двойният албум „LAVA:glut“ и „LAVA:asche“. През 2006 г. е издаден още един двоен албум „Cabaret“ и „Varieté“, както и новото DVD „Panopticum“.
Групата е известна и с многото си турнета, чрез които популяризира музиката си в страни като Русия, Израел, Аржентина, Мексико, Бразилия, Япония и Съединените американски щати.

### Албуми
- 1990 · „Satanische Verse“ (MC, EP)
- 1991 · „Satanische Verse / Jericho“ (CDM)
- 1991 · „Die Propheten“ (LP, CD)
- 1994 · „Stigma“ (CDM)
- 1994 · „Staub“ (LP / CD)
- 1995 · „Feuer“ (CD) (албум с изпълнения на живо)
- 1996 · „Das innere Ich“ (CD) (саундтрак)
- 1998 · „Kindgott“ (CDM)
- 1998 · „Egodram“ (MC, CD, ограничено Digipack издание)
- 1998 · „Destillat“ (CDM)
- 1998 · „Morgue“ (CD / Schwedische Edition)
- 1999 · „Re_Kapitulation“ (CD) (бест албум специално за Щатите)
- 2000 · „Re_Laborat / Re_Animat“ (DCD / американско издание / френско издание)
- 2002 · „Anti'christ“ (DLP / CD /американско издание / френско издание)
- 2002 · „Momentum“ (VCD/DVD)
- 2003 · „Relikt“ (албум с най-доброто на групата)
- 2004 · „Lava:Glut“ (CD+DVD)
- 2004 · „Lava:Asche“ (CD) (ремикс албум към „Lava:Glut“)
- 2004 · „Lava“ (CD) (американско издание)
- 2006 · „Cabaret“ (CD)
- 2006 · „Cabaret“ (DCD + DVD) (ограничено издание с дисковете: „Cabaret“ и „Varieté“ и DVD „Panoptikum“)
- 2007 · „Addendum“ (DCD включва и демо записи)
- 2007 · „Alter Ego“ (бест албум, предвиден само за американския пазар)